# Llanura de Carrizo
La Llanura de Carrizo (en inglés: Carrizo Plain) es una gran llanura de pastizales cerrada, de aproximadamente 80 km de largo y hasta 24 km de ancho, en el sureste del condado de San Luis Obispo, en el estado de California, cerca de 100 millas (160 km) al noroeste de Los Ángeles al oeste de los Estados Unidos. Dentro de ella está un área de 246 812 acres ( 99.881 ha) designada como el Monumento Nacional de la Llanura de Carrizo Plain, que constituye el pastizal nativo más grande que queda en California. Incluye el  Carrizo Plain Rock Art Discontiguous District, que está incluido en el Registro Nacional de Lugares Históricos estadounidenses. En 2012 fue designado además un Monumento Histórico Nacional por su valor arqueológico.